# Battaglia di Zhongdu
La battaglia di Zhongdu (odierna Pechino) fu una battaglia nel 1215 che vide l'impero mongolo, comandato da Gengis Khan, sconfiggere i cinesi della dinastia Jīn, durante la conquista della Cina; in questo frangente, i mongoli conquistarono e diedero alle fiamme Zhongdu, la capitale centrale dei Jin.

## Storia della battaglia
La guerra tra i Mongoli e i Jin era iniziata già quattro anni prima della battaglia, nel 1211, e per i primi due anni di guerra i Jin, che controllavano la Cina settentrionale, erano a malapena riusciti a tenere a bada i Mongoli di Gengis Khan (nato Temujin). Questo, però, non gli impedì di continuare a costruire le sue forze, cosa che aveva fatto fin dall'inizio, e ben presto, nel 1213, arrivò a controllare un esercito tanto potente da conquistare tutto il territorio settentrionale della Cina, fino alla Grande Muraglia. In seguito, con l'intento di infrangerne le difese e irrompere in tutto il territorio dei Jin, divise poi l'esercito in tre armate: la prima, comandata da suo fratello Khasar, avrebbe attaccato la Manciuria; la seconda, divisa tra i suoi tre figli maggiori, ovvero Jochi, Chagatai e Ogodei, sarebbero giunti a sud verso Shanxi; la terza sarebbe toccata a Gengis Khan stesso, insieme al suo quartogenito Tolui, e avrebbe attaccato Shandong. Il piano ebbe successo, e i tre eserciti fecero breccia nel muro in più parti.
Secondo Ivar Lissner, gli assediati, vedendosi a corto di metallo per le munizioni dei loro cannoni, furono obbligati a fabbricarli con oro e argento.
La battaglia di Zhongdu si rivelò lunga ed estenuante, ma i Mongoli si rivelarono più forti, e presero la città il 1º giugno 1215, massacrandone gli abitanti.. Ciò costrinse l'imperatore Xuanzong a spostare la sua capitale a Kaifeng, a sud, aprendo così la valle del Fiume Giallo a nuove incursioni mongole. Kaifeng sarebbe infine caduta nel 1233, sempre per mano dei Mongoli.